# Rondeletia shaferi
Rondeletia shaferi là một loài thực vật có hoa trong họ Thiến thảo. Loài này được Urb. & Britton miêu tả khoa học đầu tiên năm 1912.